# Rex Tillerson

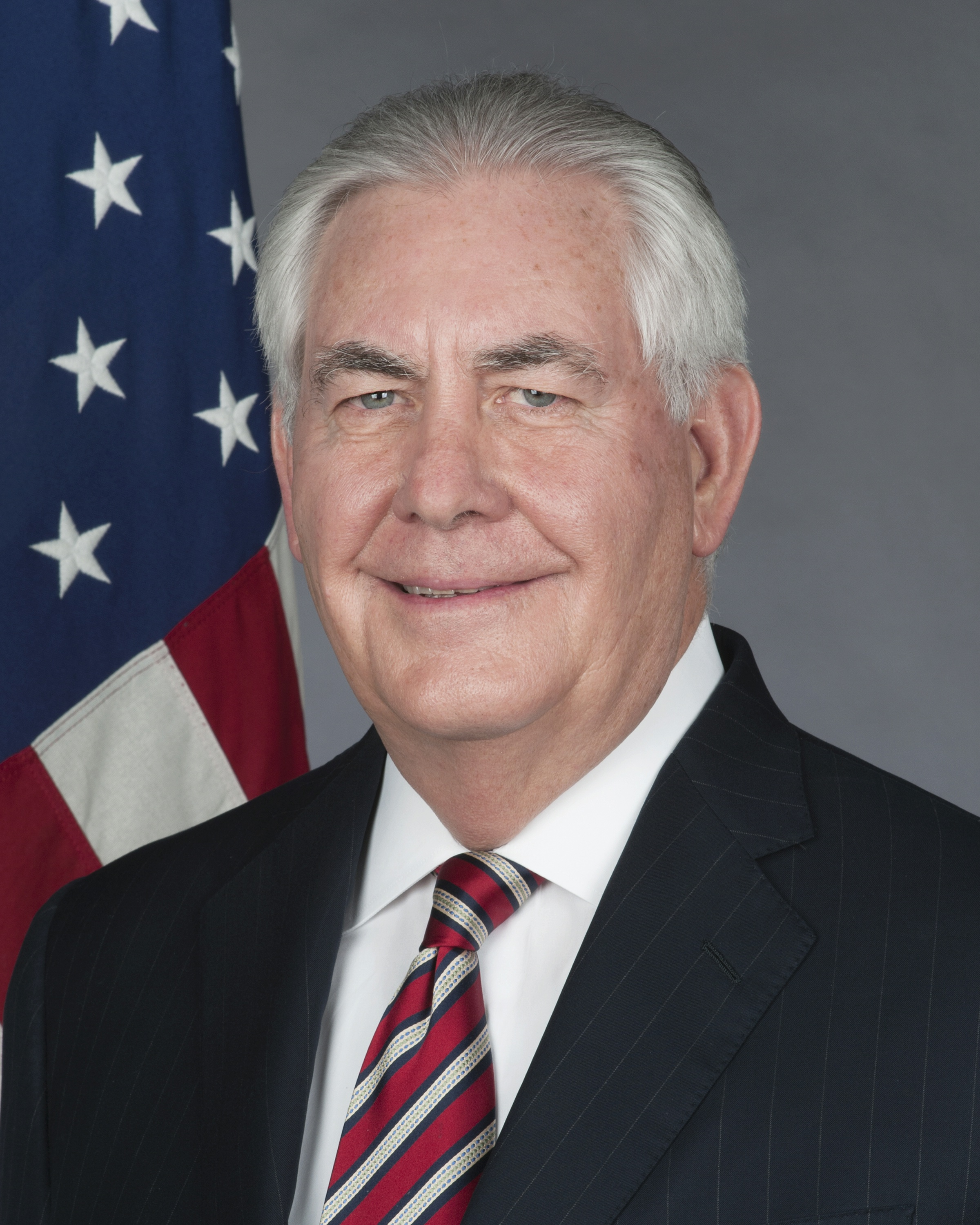
Rex Tillerson (2017)

Rex Wayne Tillerson (* 23. März 1952 in Wichita Falls, Texas) ist ein US-amerikanischer Manager und Politiker. Der langjährige Präsident und Geschäftsführer des Erdölkonzerns ExxonMobil war vom 1. Februar 2017 bis zum 31. März 2018 Außenminister der Vereinigten Staaten im Kabinett Trump I.

## Leben
Tillerson und seine Frau Renda sind Mitglieder der National Association of Congregational Christian Churches.

### Beruflicher Werdegang
Nach seinem Abschluss als Bachelor of Science im Fach Bauingenieurwesen an der University of Texas at Austin begann Tillerson 1975 bei Exxon als Ingenieur. Danach war er in verschiedenen Positionen bei Exxon beschäftigt. 1995 wurde er Präsident von Exxon Yemen Inc. und Esso Exploration & Production Khorat Inc.

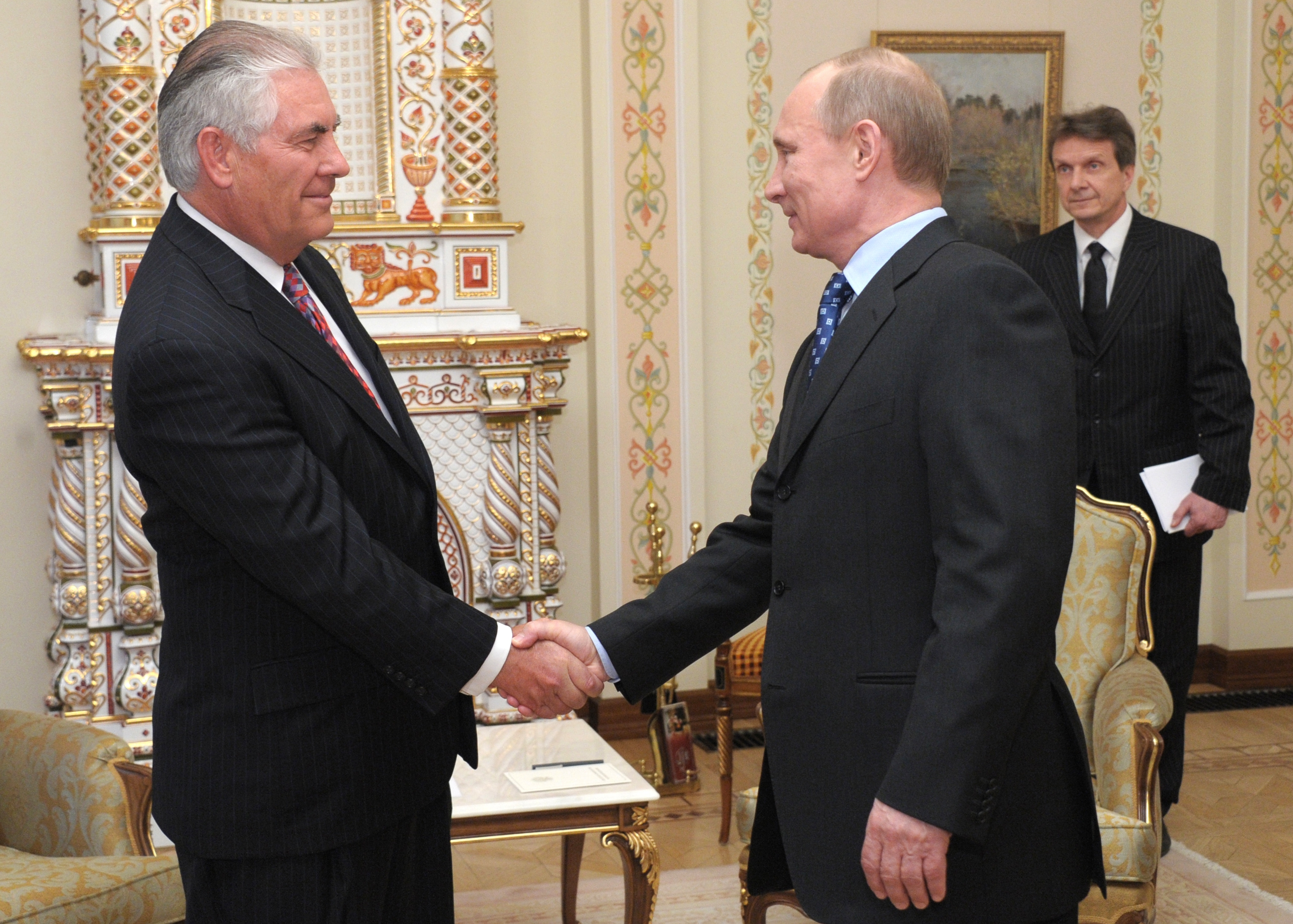
Tillerson als Chef von ExxonMobil mit dem russischen Präsidenten Wladimir Putin, 2012

1998 übernahm Tillerson den Posten des Vizepräsidenten von Exxon Ventures (CIS). Im gleichen Jahr wurde er Präsident von Exxon Neftegas Limited und war verantwortlich für deren Aktivitäten in Russland. Ab 1999, dem Jahr des Zusammenschlusses von Exxon und Mobil, war er stellvertretender Vorstandsvorsitzender der ExxonMobil Development Company. 2001 wurde er Präsident der ExxonMobil Corporation. Am 1. Januar 2006 übernahm Tillerson von seinem Vorgänger Lee Raymond den Posten des Geschäftsführers von ExxonMobil.  
Tillerson verhandelte und unterschrieb 2011 einen Vertrag, der ExxonMobil Zugang zu Öl- und Gasvorkommen unter der russischen Arktis verschafft und im Gegenzug der großen staatlichen russischen Ölgesellschaft Rosneft ermöglicht, im Golf von Mexiko und in Texas an ExxonMobils Projekten beteiligt zu werden. Unter Tillerson war das Unternehmen in Staaten wie Tschad oder Äquatorialguinea aktiv, deren Regierungen autokratische und menschenrechtsverletzende Vorgehensweisen vorgeworfen wurden.

### US-Außenminister
Mitte Dezember 2016 gab Donald Trump, damals gewählter Präsident der Vereinigten Staaten, seine Entscheidung bekannt, Tillerson als Außenminister für sein Kabinett vorzuschlagen. Beobachter vermuteten anfangs, Tillerson sei wegen seiner guten Geschäftskontakte zur Verbesserung der Beziehungen insbesondere nach Russland ausgewählt worden. Mögliche Interessenkonflikte wurden von Beobachtern darin gesehen, dass Tillerson mehrere Jahre CEO des in Russland investierenden Konzerns ExxonMobil war, obgleich es seit der Vorgängerregierung Sanktionen gegen Russland gibt.  Tillerson handelte im Dezember 2016 mit ExxonMobil ein Rücktrittspaket in Millionenhöhe aus; die Firma teilte mit, alle finanziellen Verbindungen zu kappen, um Interessenkonflikte zu vermeiden.

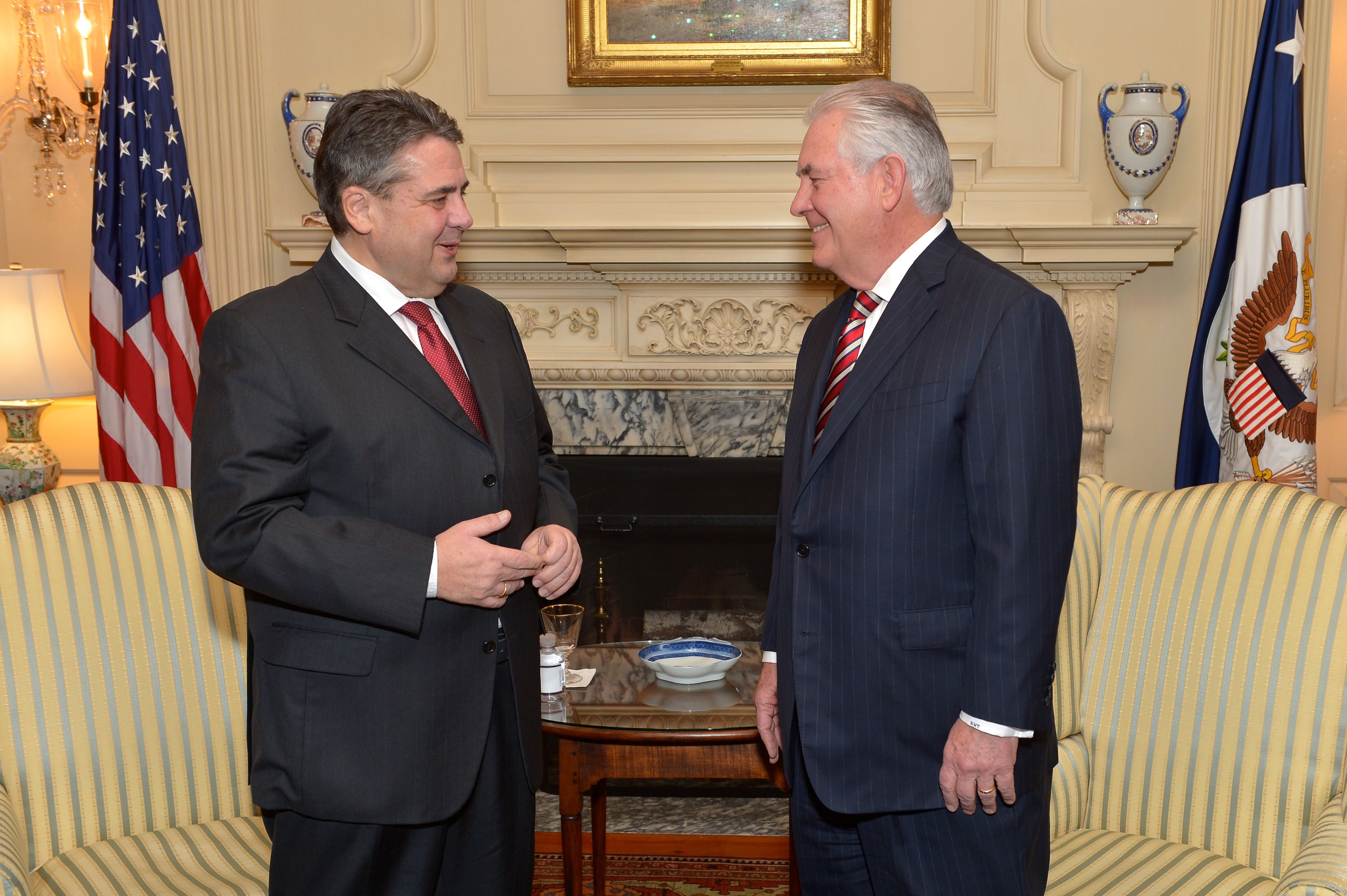
Tillerson als Außenminister mit dem deutschen Außenminister Sigmar Gabriel im Februar 2017

Mit Bestätigung durch den Senat trat Tillerson am 1. Februar 2017 die Nachfolge John Kerrys an. Im Senat votierten 56 Senatoren für ihn und 43 gegen ihn. Er erhielt dabei die Stimmen aller 52 Republikaner sowie die von vier Demokraten.
Zu Beginn seiner Amtszeit im Außenministerium forcierte er eine starke Personalreduzierung durch Entlassungen und einen faktischen Einstellungsstopp mit weitreichenden Folgen auf die Arbeit des Ministeriums. Im März 2017 teilte Tillerson seinem Ministerium mit, Trump wolle dessen Etat um knapp 30 Prozent kürzen.
Nachdem Tillerson in den ersten Wochen als weitgehend wirkungslos und im Abseits befindlich wahrgenommen worden war, wurde er zeitgleich mit einer interventionistischen Kursänderung der Außenpolitik Präsident Trumps im April 2017 (siehe seinen Befehl zu Luftangriffen in Syrien) zu einem seiner häufigsten Gesprächspartner mit großem Einfluss auf das Vorgehen der Regierung gegenüber Syrien, Russland und China. Mit dem Rückzug der Vereinigten Staaten aus dem Pariser Klimavertrag, den Trump am 1. Juni 2017 bekanntgab, erlitt Tillerson eine Niederlage; er hatte sich für den Verbleib eingesetzt.
Tillersons Autorität wurde häufig durch Trumps nicht abgestimmte spätere Kursänderungen unterminiert, sodass Tillersons Ministerposten als einer der am stärksten gefährdeten im Kabinett Trump galt und über seine Ablösung oder seinen Rücktritt spekuliert wurde. So blamierte Trump ihn am 1. Oktober 2017 durch zwei Tweets, in denen er dessen Nordkorea-Politik thematisierte. Tillerson hat nie dementiert, dass er Trump im Oktober 2017 in einer hitzigen Sitzung über Amerikas Atomarsenal als „Schwachkopf“ (moron) bezeichnete. Am 9. März teilte Tillerson mit, es sei weder „realistisch“ noch „umsichtig“, mit Kim Jong-un Gespräche zu führen. Wenige Stunden später gab Trump bekannt, er sei zu einem Treffen mit Kim Jong-un bereit, um über eine Einstellung der Raketentests und des nordkoreanischen Atomprogramms zu sprechen. Am 12. März 2018 bezeichnete Tillerson Russland als „verantwortungslose Macht für Instabilität auf der Welt“ und verurteilte einen Tag später den Giftanschlag auf Sergei Skripal als „wahrhaft ungeheure Tat“ Russlands. Stunden später entließ Trump Tillerson und nominierte den bisherigen CIA-Direktor Mike Pompeo als neuen Außenminister. Trump entließ auch Tillersons Staatssekretär Steve Goldstein.

### Nach der Amtszeit
Nach seiner Amtszeit als Außenminister äußerte sich Tillerson mehrfach kritisch über die gegenwärtige Politik und den Präsidenten. Am 16. Mai 2018 reflektierte Tillerson in einer Rede am Virginia Military Institute die politische Situation der Vereinigten Staaten, indem er eine „wachsende Krise von Ethik und Integrität“ diagnostizierte, und warnte vor den Folgen, wenn die Anführer der Amerikaner sich auch in trivialen Dingen nicht mehr an die Wahrheit halten würden (go wobbly on the truth): Dann trete die Demokratie in den USA in ihre „Jahre der Dämmerung“ (twilight years). Dies wurde als Kritik insbesondere an Präsident Trump gedeutet. Anfang Dezember 2018 erklärte Tillerson, Trump sei undiszipliniert und teile nicht sein Wertesystem. Im Amt habe er den Präsidenten immer wieder darauf hinweisen müssen, dass seine Vorschläge und Vorstellungen gegen geltendes Recht verstießen. Trump bezeichnete Tillerson auf Twitter daraufhin unter anderem als „dumm wie Brot“ (dumb as a rock) und „faul wie die Hölle“ (lazy as hell).

## Positionen
Als Exxon-Vorstand bezeichnete Tillerson den Klimawandel 2012 als „ingenieurstechnisches Problem“ und schlug vor, dass Landwirte sich neue Gebiete für den Getreideanbau suchen müssten. Nach der völkerrechtswidrigen Annexion der ukrainischen Halbinsel Krim durch Russland im März 2014 hatten die USA (Regierung Obama) Sanktionen gegen Russland verhängt. Tillerson kritisierte die Sanktionen, da sie Exxons dortige Investitionen verlangsamen würden.
Rex Tillerson wird vom Klimatologen Michael E. Mann im Buch Propagandaschlacht ums Klima (Kapitel 6 S.184) als Beispiel angeführt für die Vorstellung, dass die Förderung erneuerbarer Energien anstelle der angeblich billigeren fossilen Energie die Mittel aufzehren würde, die zur Armutsbekämpfung in der Dritten Welt notwendig wären (Energiearmut). Tillerson stellte einmal, ohne jegliche Ironie, die Frage: "Was nutzt es den Planeten zu retten, wenn die Menschheit leidet?"

## Auszeichnungen
- 2012: Orden der Freundschaft, Russland, verliehen durch Wladimir Putin[25]